# 帕莫波·查罗恩拉塔纳皮罗
帕莫波·查罗恩拉塔纳皮罗（1994年4月21日—），泰国足球运动员，司职边锋。現效力於泰超球会泰港，也代表泰国国家足球队。

## 荣誉

### 俱乐部
清萊聯
- 泰国足总杯冠军：2017
- 泰国冠军杯冠军：2018

BG巴吞联
- 泰国甲级足球联赛冠军：2020–21
- 泰国冠军杯冠军：2021、2022

### 国家队
泰国
- 东南亚足球锦标赛冠军：2020